# کاپا کژدم
کاپا کژدم یک ستاره است که در صورت فلکی کژدم قرار دارد.